# Sylvette Leleu
Sylvette Leleu, née Roussel à Bruay en Artois le 27 février 1908 et morte à Berck le 2 octobre 1989, est une résistante française de la Seconde Guerre mondiale.

## Biographie
Sylvette Leleu est née Roussel à Bruay en Artois en 1908.
Avant la Seconde Guerre mondiale, elle épouse Gilbert Leleu garagiste à Béthune. Engagé dans l’aviation en 1939, Gilbert, meurt dès le 9 septembre 1939 lors d’une mission de reconnaissance au-dessus de l’Allemagne. Cette disparition détermine l’engagement de Sylvette Leleu contre l’occupant allemand : Tout en gérant le garage de son défunt mari, elle rejoint les tout premiers résistants béthunois qui ont répondu à " l’appel du 18 juin " du général De Gaulle. Par des contacts clandestins elle rejoint le groupe du Musée de l’Homme dont elle permet le fonctionnement dans le béthunois en organisant tout un noyau de personnalités diverses parmi lesquelles on trouve Jules Andrieux, directeur d’école, ancien combattant de la guerre 14-18, sœur Marie-Laurence infirmière à l’hôpital St Jean à Béthune, M. Tardivaux, et René Sénéchal.
L’activité essentielle et très risquée, est de constituer une filière d’évasion, sur la région de Béthune, pour de nombreux soldats britanniques et de jeunes français échappés du camp de prisonniers qui se trouve dans cette localité, en direction de l’Angleterre ou de la Zone dite " libre " en France. Ensemble ou séparément Sylvette et Jules Andrieux collectent des renseignements sur les installations allemandes.
Sylvette Leleu est une des rares femmes à cette époque à conduire une voiture. Avec un laissez-passer (soi-disant pour aller chercher des pièces détachées pour le garage), elle va régulièrement à Paris. Elle a probablement fait circuler sur Béthune des exemplaires du journal du Musée de l’Homme " Résistance ". Elle convoie régulièrement des évadés et transmet des renseignements, collectés, par exemple, grâce aux contacts noués avec un groupe de cheminots qui fournit des informations sur les déplacements de troupes allemandes.
Mais à la suite d'imprudences et de dénonciations, le réseau est démantelé sur Paris et Sylvette Leleu est arrêtée en avril 1941 et condamnée le 17 février 1942, ainsi que ses compagnons de lutte de Béthune. Jules Andrieux et René Sénéchal sont fusillés au Mont Valérien.
Sylvette est déportée en Allemagne. Elle est détenue d’abord au bagne de Cotbuss, au sud de Berlin, où elle partage la même cellule que la résistante belge Germaine Guérin Dirique. Elles sont déportées fin 1944 en Silésie au camp de concentration de Ravensbrück. Expédiée ensuite à Mauthausen, Sylvette Leleu parvient à en sortir le 23 avril 1945, grâce à un échange contre des prisonnières allemandes. Elle revient en France le 30 avril.
Elle s’investit dans le travail municipal de Béthune et dirige le Bureau d’Aide Sociale.
Elle est décédée le 3 octobre 1989 à Berck-sur-Mer.

## Distinctions
- Commandeur de la Légion d'honneur[Quand ?], en raison de son action exceptionnelle[2]
- Médaille de la Résistance française avec rosette (décret du 31 mars 1947)[6]

## Hommages
- Une rue de Béthune reçoit le nom de Sylvette Leleu, dans le quartier de Catorive.
- Dans la série télévisée « Résistance », en 2014, son rôle est interprété par Christelle Cornil.
- La promotion 2020-2021 du Master Expo Muséographie de l'Université d'Artois à Arras porte son nom[7].